# ورزش انفرادی

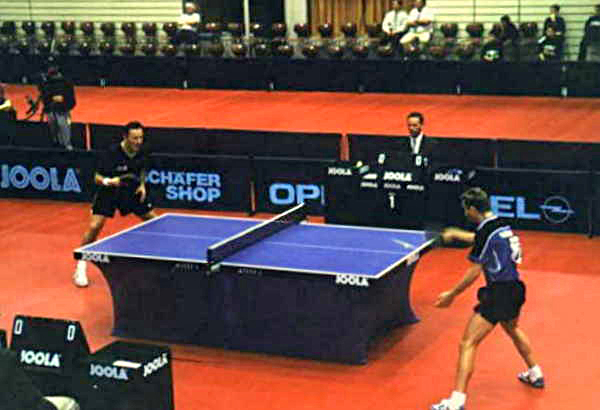
تنیس روی میز به عنوان مثالی از ورزش انفرادی

ورزش انفرادی گونه‌ای از ورزش است که در آن شرکت‌کنندگان به صورت فردی با یکدیگر به رقابت می‌پردازند. با این حال، رقابت‌های تیمی مانند مسابقه امدادی، جام دیویس و جام فد نیز در ورزش‌های انفرادی اتفاق می‌افتد.

## نمونه‌هایی از ورزش انفرادی
- بدمینتون
- بیلیارد
- بولینگ
- قایق‌رانی
- غارنوردی
- کراس فیت
- کروکت
- دو
- دوچرخه‌سواری
- دارت
- رقص
- شیرجه
- سوارکاری
- شمشیربازی
- اسکیت نمایشی
- گلف
- ژیمناستیک
- هنرهای رزمی ترکیبی
- جهت‌یابی
- پاورلیفتینگ
- سنگ‌نوردی
- روئینگ
- قایق‌رانی بادبانی
- تیراندازی
- اسکی
- اسنوبردسواری
- اسنوکر
- اسکیت سرعت
- اسکواش
- موج‌سواری
- اسکیت‌بردینگ
- ورزش شنا
- تنیس روی میز
- فوتبال دستی
- تای چی چوان
- هنرهای رزمی چینی
- تنیس
- ورزش سه‌گانه
- کشتی
- طناب‌زنی
- بوکس